# Conjunt del Barri (Tona)
El Barri és un conjunt arquitectònic de Tona (Osona) inclòs a l'Inventari del Patrimoni Arquitectònic de Catalunya.

## Descripció

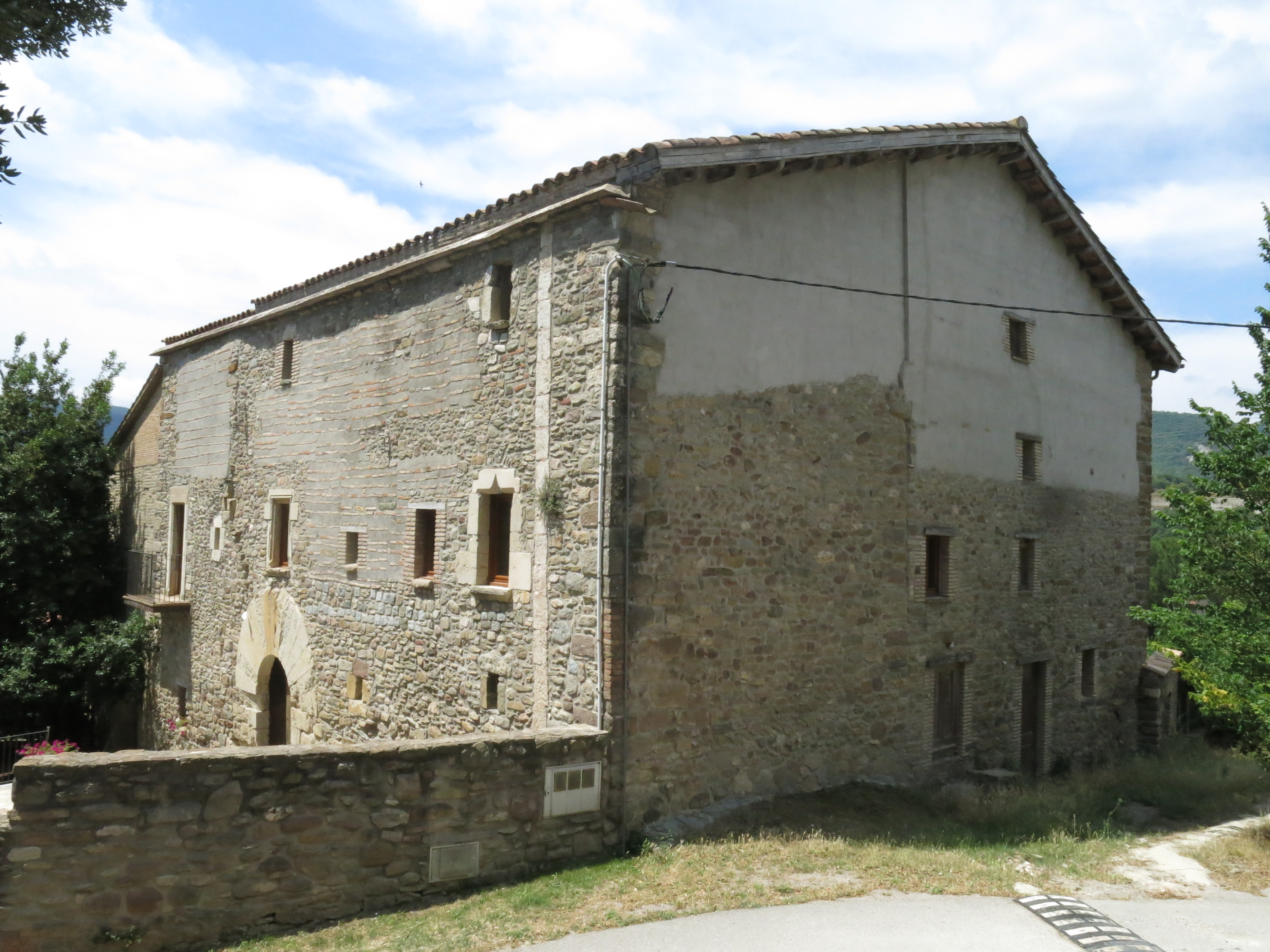
El mas del Barri, que dona nom al conjunt

Del conjunt del Barri, el primer nucli de població, sense cap estructura urbanística, que s'originà als seus peus del castell de Tona, encara en resten el mas Riambau, Can Postius, el mas Barri i l'església de Santa Maria del Barri.

## Història
A principis del segle xi existia un nucli de poblament al vessant sud del castell, anomenat el Barri, on una família enriquida hi edificà, a partir del segle xii, una església (Santa Maria del Barri) i un mas que esdevindria el mas Barri. La resta de cases van desaparèixer amb el despoblament del segle xiv i les terres es van repartir entre els masos Barri i Riambau. Els masos Postius, Gravat i Horta no són anteriors al segle xvii, però antigament formaven part del conjunt del Barri les masies que ocupaven aquesta zona.